# Bujumbura Rural
Bujumbura Rural é uma província do Burundi. Sua capital é a cidade de Bujumbura.

## Comunas
Bujumbura Rural está dividida em 11 comunas:
- Bugarama
- Isale
- Kabezi
- Kanyosha
- Mubimbi
- Mugongomanga
- Muhuta
- Mukike
- Mutambu
- Mutimbuzi
- Nyabiraba

## Demografia
| 2001    | 2011    |
| 456.891 | 611.380 |